# 刀晓瑞
刀晓瑞（1961年8月—），云南瑞丽人，傣族，中华人民共和国地方官员，中共中央党校经济管理专业函授本科学历。

## 生平
1981年7月，刀晓瑞参加工作，先后在盈江县科委、瑞丽县科委就职，1998年2月任瑞丽市副市长，2003月1月改任中共瑞丽市委专职常委，2003年6月改任德宏州妇联主席，2004年4月改任中共瑞丽市委副书记。2007年7月，当选瑞丽市人民政府市长，兼任姐告边境贸易区管委主任:132,135。2011年6月起兼任畹町经济开发区管委主任:118，2012年3月、12月先后卸任畹町、姐告管委主任职务，2012年5月起兼任瑞丽试验区管委副主任:129,137。2013年2月当选德宏州人民政府副州长，2015年8月被免去副州长职务，2016年1月当选德宏州政协副主席。疑因严重违纪违法落马，但未正式公布。